# مؤتمر الجزيرة الخضراء
انعقد مؤتمر الجزيرة الخضراء لعام 1906 في الجزيرة الخضراء بإسبانيا، واستمر من 16 يناير إلى 7 أبريل. كان الغرض من المؤتمر تحديد ما يجب القيام به فيما يتعلق بالمغرب، وهو أحد البلدان الإفريقية القليلة التي لم تستعمرها قوة أوروبية، وإيجاد حلّ للأزمة المغربية الأولى عام 1905 بين فرنسا وألمانيا، والتي نشأت عندما ردت ألمانيا على جهود فرنسا لإنشاء محمية على دولة المغرب المستقلة. لم تكن ألمانيا تحاول وقف التوسع الفرنسي. وكان هدفها تعزيز مكانتها الدولية، وقد فشلت في ذلك. وكانت النتيجة علاقة أوثق بكثير بين فرنسا وبريطانيا مما عزز الاتفاق الودي حيث كانت كل من لندن وباريس متشككين بشكل متزايد في برلين. وكانت النتيجة الأكثر أهمية هي الشعور المتزايد بالإحباط والاستعداد للحرب في ألمانيا والذي امتد إلى ما هو أبعد من النخبة السياسية إلى قسم كبير من الصحافة وأغلب الأحزاب السياسية باستثناء الليبراليين والديمقراطيين الاشتراكيين على اليسار.
نمت قوة العنصر الألماني، وندد بتراجع الحكومة ووصفه بالخيانة وكثف الدعم الشوفيني للحرب.

## خلفية
حدد الاتفاق الودي بين بريطانيا وفرنسا عام 1904 التعاون الدبلوماسي بينهما واعترف بالسلطة البريطانية على مصر والسيطرة الفرنسية على المغرب (مع بعض التنازلات الإسبانية). ورأت ألمانيا أن هذا التطور يضع حدًا للتنافس بين بريطانيا وفرنسا، الأمر الذي من شأنه أن يزيد من عزلة ألمانيا في الشؤون الأوروبية.
في 31 مارس 1905، زار القيصر الألماني فيلهلم الثاني طنجة وألقى خطابا مثيرا للقلق، دعا فيه إلى عقد مؤتمر دولي لضمان استقلال المغرب، مع البديل عن الحرب. تقول المؤرخة هيذر جونز إن استخدام ألمانيا للخطاب الحربي كان بمثابة حيلة دبلوماسية متعمدة:
كانت الإستراتيجية الألمانية الأخرى تتمثل في القيام بإيماءات دراماتيكية، والتلويح بشكل خطير بالتهديد بالحرب، اعتقادًا منها أن هذا من شأنه أن يُقنع القوى الأوروبية الأخرى بأهمية التشاور مع ألمانيا بشأن القضايا الإمبراطورية: وحقيقة أن فرنسا لم تعتبر أنه من الضروري القيام بذلك فقد أثار الاتفاق الثنائي مع ألمانيا بشأن المغرب غضباً شديداً، خاصة وأن ألمانيا كانت تشعر بعدم الأمان العميق بشأن وضعها كقوة عظمى التي اكتسبتها حديثاً. ومن ثم اختارت ألمانيا زيادة الخطاب العدائي، وقام القيصر فيلهلم الثاني، بطريقة مسرحية، بمقاطعة رحلة بحرية في البحر الأبيض المتوسط لزيارة طنجة، حيث أعلن دعم ألمانيا لاستقلال السلطان وسلامة مملكته، مما حول المغرب بين عشية وضحاها إلى "أزمة" دولية.
اعتقد الدبلوماسيون الألمان أن بإمكانهم إقناع الرئيس الأمريكي ثيودور روزفلت بتحدي التدخل الفرنسي في المغرب. كان روزفلت، الذي كان يتوسط في الحرب الروسية اليابانية، وكان على علم بموقف مجلس الشيوخ الأمريكي لتجنب التورط في الشؤون الأوروبية، غير راغب في التورط في الأزمة المغربية. ومع ذلك، مع تدهور الوضع في يونيو 1905 إلى حدّ الحرب بين ألمانيا وفرنسا وربما بريطانيا، أقنع روزفلت في يوليو الفرنسيين بحضور مؤتمر السلام في يناير في الجزيرة الخضراء.
وكانت ألمانيا تأمل في أن يؤدي المؤتمر إلى إضعاف الاتفاق الودي. كان فيلهلم الثاني يعتقد أنه يستطيع تشكيل تحالف مع فرنسا إذا تم تلبية معظم مطالبها. كما اعتقد أن تحسين العلاقات مع روسيا أمر ممكن لأن ثورة عام 1905 والحرب الروسية اليابانية وضعتها في موقف ضعيف متعطش للحلفاء. ومع ذلك، تم استبعاد ألمانيا إلى حد ما في القرارات الأولية، وأظهر وزير الخارجية البريطاني السير إدوارد غراي دعم بريطانيا لفرنسا في المؤتمر من خلال اجتماعات مع السفير الفرنسي جول كامبون، مما جعل الاتفاق الودي يزداد قوة بالفعل. وبالمثل، دعمت روسيا بكل إخلاص موقف فرنسا من أجل تأمين الأسواق المالية الفرنسية على أمل الحصول على قرض كبير لتعويض الخسائر التي تكبدتها بسبب الحرب الروسية اليابانية.
بعد محاولتها الفاشلة لعزل بريطانيا، عززت ألمانيا سباق التسلح البحري الأنجلو-ألماني المتنامي من خلال إقرار القانون البحري الثالث في عام 1906. ويمكن أن تبدو المساهمة الإجمالية في اندلاع الحرب العالمية الأولى هي انفصال ألمانيا وحلفائها. الحلفاء (الحلف الثلاثي) من بريطانيا وفرنسا وروسيا، والذي أصبح في العام التالي الوفاق الثلاثي.
الحدث الرئيسي التالي الذي سيزيد من حدة التوتر بينهما سيكون الأزمة البوسنية.

## الوفد المغربي

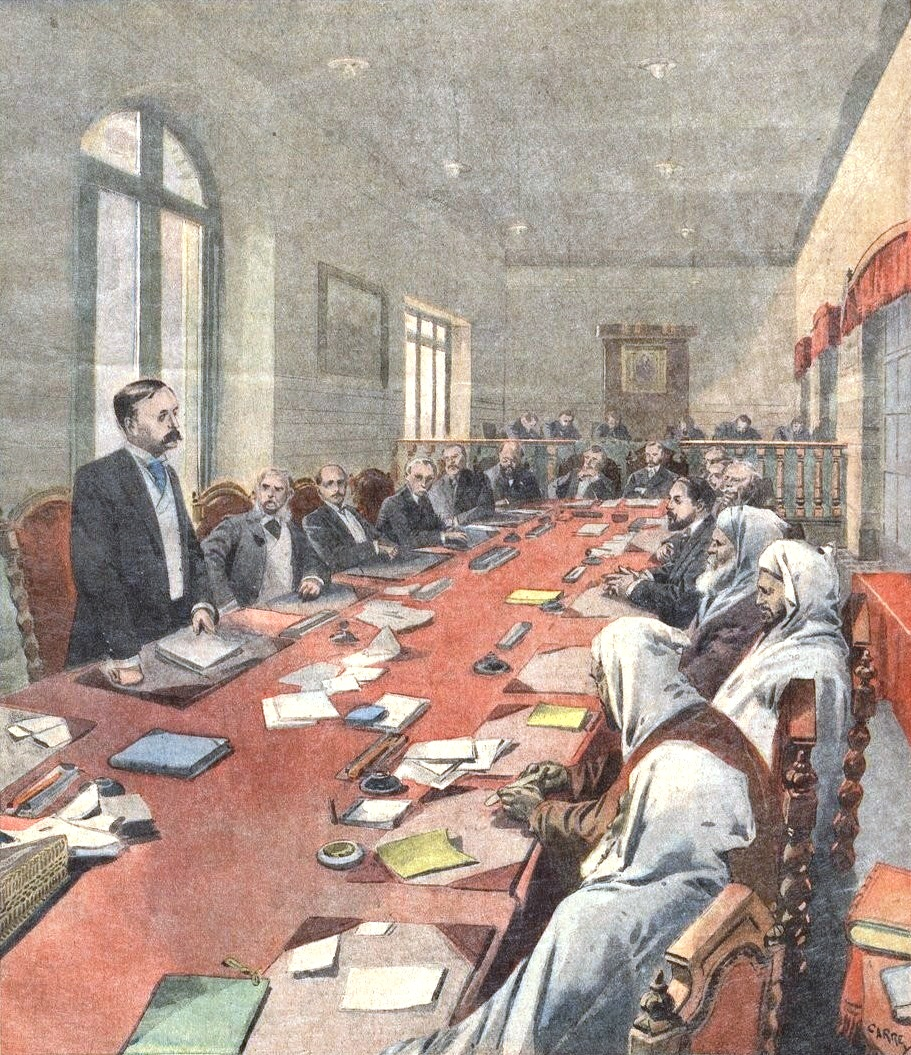
الملاحظات الافتتاحية لمؤتمر الجزيرة الخضراء كما هو موضح في الرسم التوضيحي لغلاف صحيفة (Le Petit Parisien).

مثّل سلطان المغرب عبد العزيز كلاّ من محمد المقري ومحمد الطريس. وأعرب المقري عن إحباطه من وضع الترجمة وعلق قائلا: "نحن نجلس هنا مثل التماثيل، لا نستطيع أن نفهم شيئا مما يقال". ولم يكن أمام الوفد المغربي من خيار سوى الاستعانة بقدور بن غبريط، وهو مترجم جزائري كان حاضرا في المؤتمر خدمة لفرنسا.
ومن الصعوبات الأخرى التي واجهها المغاربة صعوبة الاتصال بالسلطان الذي كان ينبغي اطلاعه على كل تفاصيل ما يدور في المؤتمر. وفي هذا الصدد يقول الباحث عبد الصمد بازغ:
"ومن المشاكل الكبرى أيضا التي كانت تقض مضجع الوفد المغربي في المؤتمر صعوبة الاتصال بالسلطان الذي كان لابد من إطلاعه على كل كبيرة وصغيرة مما يجري في المؤتمر، ولا يمكن اتخاذ أي قرار بنفي أو إثبات، قبول أو اعتراض، إلا طبق تعليماته وما يأذن به. فممثلو الدول الأوربية والأمريكية كانوا يستطيعون الاتصال بعواصم بلدانهم لاستشارة حكوماتهم بسهولة، أما فاس عاصمة المملكة فلم يكن بها تلفون ولا تلغراف ولا تفضي إليها سكك حديدية ولا طرق سيارة معبدة، تمكن من إطلاع السلطان في قصره على مداولات المؤتمر".

## الحصيلة
تم التوقيع على القانون النهائي للمؤتمر في 7 أبريل 1906، وشمل تنظيم الشرطة والجمارك المغربية، واللوائح المتعلقة بقمع تهريب الأسلحة والامتيازات الممنوحة للمصرفيين الأوروبيين من بنك الدولة المغربي الجديد لإصدار الأوراق النقدية المدعومة بالذهب لمدة 40 عاما. كان من المقرر أن يكون بنك الدولة الجديد بمثابة البنك المركزي للمغرب، مع وضع حد أقصى صارم لإنفاق الإمبراطورية الشريفة والإداريين المعينين من قبل البنوك الوطنية، التي تضمن القروض، من الإمبراطورية الألمانية والمملكة المتحدة وفرنسا وإسبانيا. استمرّت العملات الإسبانية في التداول. تم تأسيس حق الأوروبيين في امتلاك الأراضي، وتم فرض الضرائب على الأشغال العامة.
احتفظ سلطان المغرب بالسيطرة على قوة الشرطة في المدن الساحلية الست، والتي كان من المقرر أن تتألف بالكامل من المسلمين المغاربة وتم تخصيص ميزانيتها بمتوسط راتب لا يتجاوز 1000 بيزيتا سنويًا، ولكن كان من المقرر أن يتم تدريبها من قبل ضباط فرنسيين وإسبان. سيقومون بالإشراف على صراف الرواتب (الأمين)، وينظمون الانضباط ولديهم القدرة على استدعائهم واستبدالهم بحكوماتهم. وسيكون المفتش العام المسؤول سويسريا ويقيم في طنجة.
وفي اللحظة الأخيرة، وجد المندوبون المغاربة أنهم لم يتمكنوا من التوقيع على الوثيقة النهائية، لكن مرسوم السلطان عبد العزيز ملك المغرب في 18 يونيو صدق عليه أخيرًا.

## الحاضرون

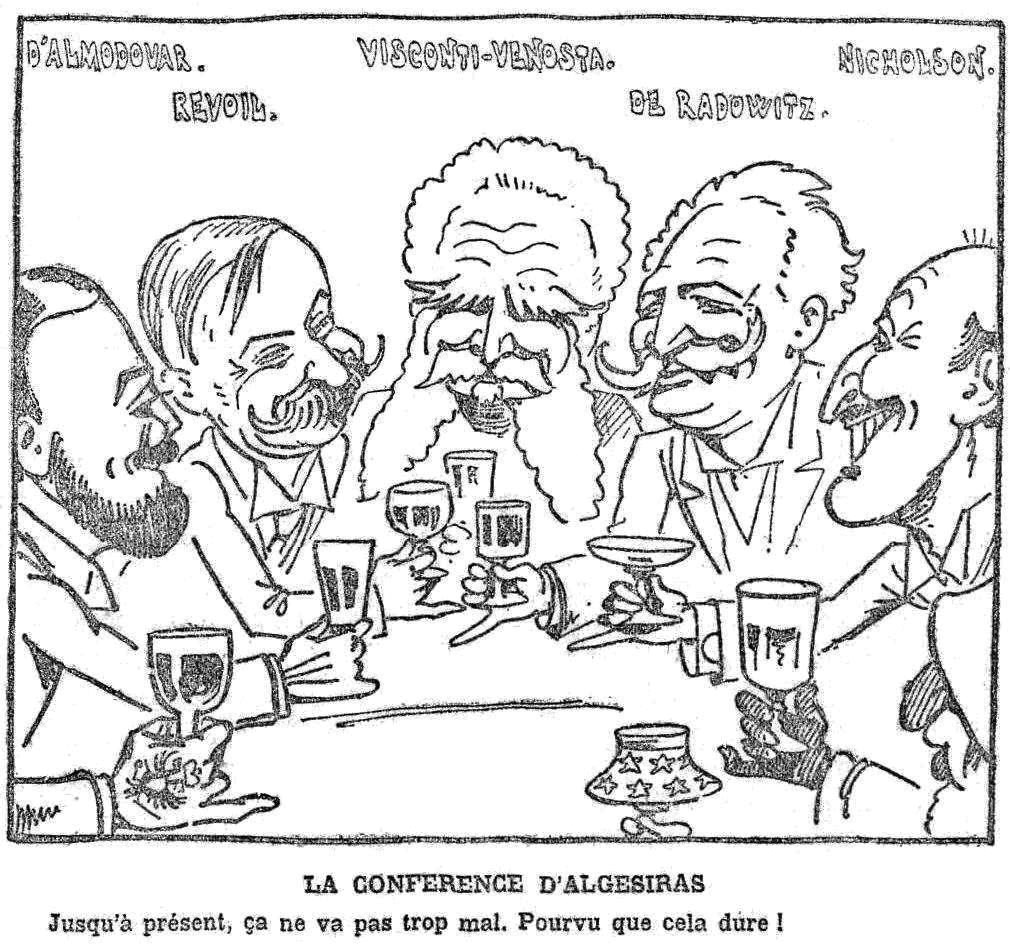
رسم كاريكاتوري للفرنسي لهيكتور مولوخ، يناير 1906، يُظهر المندوبين الأوروبيين الرئيسيين في مؤتمر الجزيرة الخضراء، من اليسار إلى اليمين: الدوق ألمودوفار ديل ريو (إسبانيا)، بول ريفويل (فرنسا)، فيسكونتي فينوستا (إيطاليا)، رادويتز (ألمانيا)، نيكولسون (بريطانيا).

- ألمانيا - جوزيف ماريا فون رادويتز الابن، وكريستيان كونت تاتنباخ
- المجر النمساوية – رودولف، كونت فيلسرشيم وليوبولد، والكونت بوليستا-كوزيبرودزكي
- بلجيكا - البارون موريس جوستينس وكونراد، والكونت بويسيريت ستينبيك
- إسبانيا - دون خوان بيريز كاباليرو إي فيرير وخوان مانويل سانشيز، والدوق ألمودوفار ديل ريو
- الولايات المتحدة - هنري وايت وصامويل آر جومير
- فرنسا – بول ريفويل، ويوجين ريجنولت، وقدور بن غبريط[13][14]
- المملكة المتحدة - آرثر نيكولسون، وبارون كارنوك الأول
- إيطاليا - إميليو وماركيز فيسكونتي فينوستا، وجوليو مالموسي
- المغرب – الحاج محمد الطريس والحاج محمد بن عبد السلام المقري
- هولندا – جونكير هانيبال تيستا
- البرتغال - أنطونيو ماريا توفار دي ليموس بيريرا (كونت توفار) وفرانسيسكو روبرتو دا سيلفا فيراو دي كارفاليو مارتنز (كونت مارتنز فيراو)
- الإمبراطورية الروسية – آرثر والكونت كاسيني وباسيل دي باشراخت
- السويد - روبرت سيغر